# Hotdog

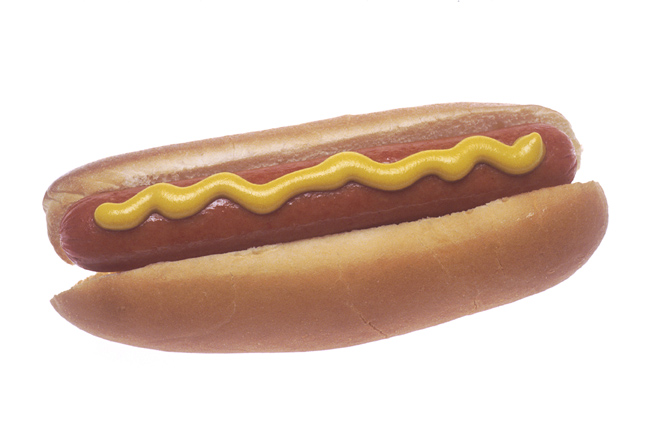
Hotdog mit Senf

Der Hotdog (englisch für heißer Hund, auch Hot Dog) ist ein Fast-Food-Gericht, das aus einer warmen Brühwurst mit weiteren Zutaten in einem weichen Weizenbrötchen besteht.

## Geschichte und Etymologie

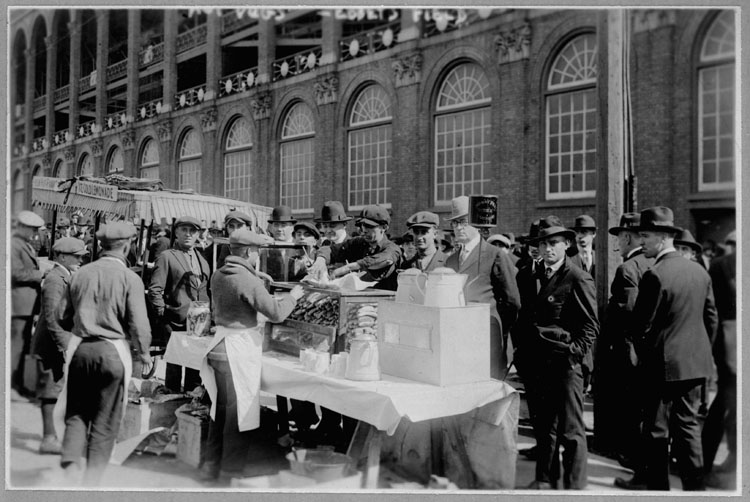
Hotdog-Stand 1920 in den USA

Die Stadt Frankfurt am Main beansprucht die Erfindung des Hotdogs für sich. Er soll dort 1847 vom Coburger Metzger Johann Georg Hehner erfunden worden sein; damit war diese Speiseform der Vorläufer des 1852 eingeführten Frankfurter Würstchens. Der Hotdog in seiner heutigen Form wurde 1867 in Coney Island vom deutschen Migranten Charles Feltman (1841 in Verden (Aller) –1910) erfunden. Der Hannoveraner kam 1856 in Brooklyn an und wurde zunächst Kuchenverkäufer. Danach steckte er eine Grillwurst in ein Brötchen und beauftragte einen Stellmacher, ihm einen Handkarren mit Herdplatte zu konstruieren, von dem aus er dieses Fast Food verkaufte. Im ersten Jahr soll er über 4000 Hotdogs verkauft haben. Der enorme Erfolg ließ ihn 1871 das Feltman Restaurant and Beer Garden als stationäres Restaurant eröffnen, 1901 vergrößerte er es zum Feltman’s German Gardens mit 1200 Bedienungskräften. Er hinterließ nach seinem Tod ein Vermögen von einer Million US-Dollar.
Der Name „Hotdog“ stammt nicht – wie häufig zu lesen ist – von dem Cartoonisten Thomas Aloysius „Tad“ Dorgan, der eine Karikatur mit einem Dackel in einem Frankfurter Brötchen angefertigt haben soll. Vielmehr berichtete 1895 der Artikel Die Entführung des nächtlichen Speisekarrens in der Oktober-Ausgabe des Magazins Yale Record über Studenten, die „zufrieden Hotdogs kauten“. Es war wohl nicht immer nur ein Gerücht, dass in jenen Tagen die Würste aus Hundefleisch bestanden. Der US-amerikanische Kulturhistoriker Andrew F. Smith weist darauf hin, dass deutschstämmige Metzger in den USA bekannt dafür gewesen seien, „wurstförmige Hunde“ zu halten, nämlich Dackel. Diese Tatsache habe gewisse Assoziationen zwischen deutschen Würstchen und Hunden gefördert. Im Oktober 1893 hatte der Hotdog bei der Chicagoer Weltausstellung seinen amerikanischen Siegeszug angetreten. Seit 1916 wird jedes Jahr am US-amerikanischen Nationalfeiertag in New York City ein Internationales Hot-Dog-Wettessen ausgetragen.

## Zubereitung
Ein Hotdog besteht aus einem erwärmten Brühwürstchen in einem länglichen, meist weichen Weizenbrötchen, das üblicherweise getoastet oder gedämpft wird. Das Hotdogbrötchen wird zur Hälfte der Länge nach aufgeschnitten und ggf. erhitzt. Danach legt man das heiße Würstchen hinein und garniert es mit den Saucen (Ketchup, Senf, Mayonnaise usw.). Häufig werden auch noch weitere Zugaben, etwa Röstzwiebeln, Essiggurken, Sauerkraut oder Krautsalat in das Brötchen gegeben.

## Varianten

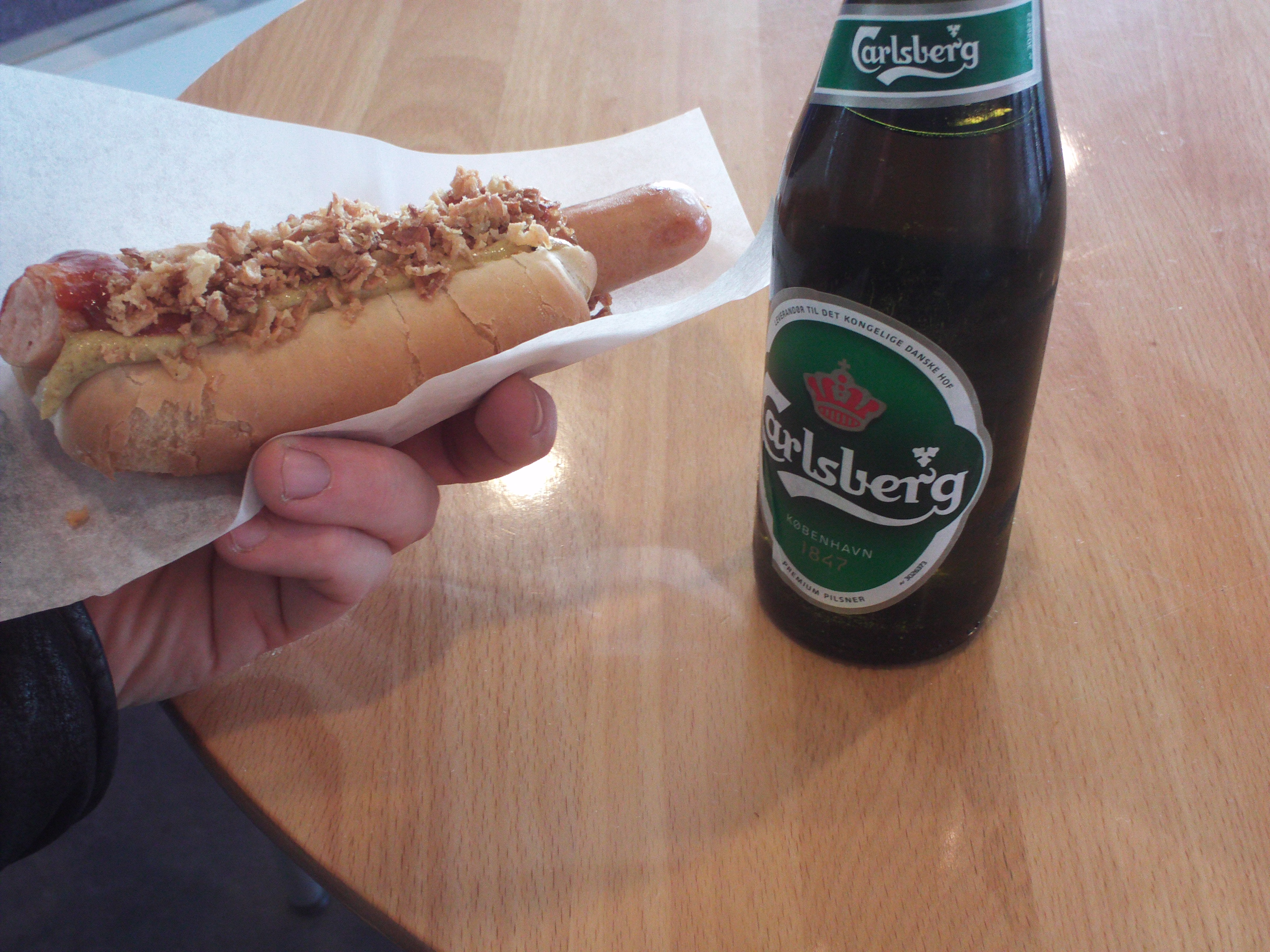
Dänischer Hotdog mit Röstzwiebeln

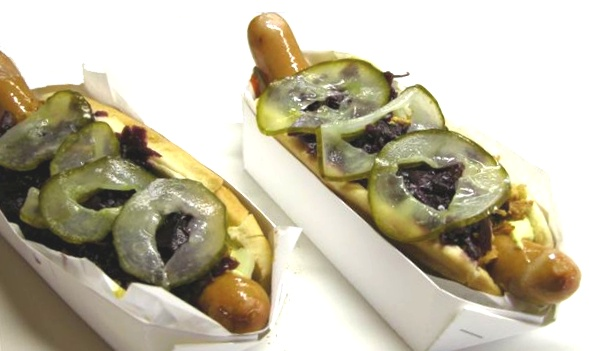
Die färöische Küche hat den Hotdog des Mutterlandes Dänemark übernommen; hier gehört immer Rotkohl dazu.

In Dänemark und teilweise auch in Schweden wird der Hotdog mit leuchtend rot eingefärbten Würstchen (Røde Pølser) hergestellt und kogt (gebrüht) oder risted (gebraten) angeboten. Der dänische Hotdog wird meist mit Röstzwiebeln, gehackten Zwiebeln und süßsauer eingelegten Salatgurken-Scheiben und regional mit Rotkohl garniert. Als Saucen werden Ketchup, milder Senf und dänische Remoulade, die Blumenkohl enthält, verwendet. Der bekannteste Imbiss Dänemarks, der Hotdogs verkauft, ist Annies Kiosk.
In Dänemark, Schweden und auch in der Schweiz und Polen bekannt ist der sogenannte Fransk Hotdog („französischer Hotdog“). Das Brötchen eines Fransk Hotdogs ist etwas rundlicher geformt als ein deutsches Brötchen und ist in der Mitte ausgehöhlt, wo hinein die Soßen und die Wurst gegeben werden. Auf den Färöer-Inseln ist Rotkohl als Topping ebenso Standard.
Weltweit bekannt sind die Hotdog-Stände der schwedischen Möbelhauskette IKEA, an denen im Möbelhaus hinter den Kassen Hot Dogs der schwedischen Variante zum Selberbelegen mit Röstzwiebeln, Gurken und verschiedenen Soßen verkauft werden. Der Hotdog-Stand in der Filiale gilt weltweit als eine Art Markenzeichen von IKEA. In Deutschland wird das Gericht meist mit Frankfurter oder Wiener Würstchen zubereitet.

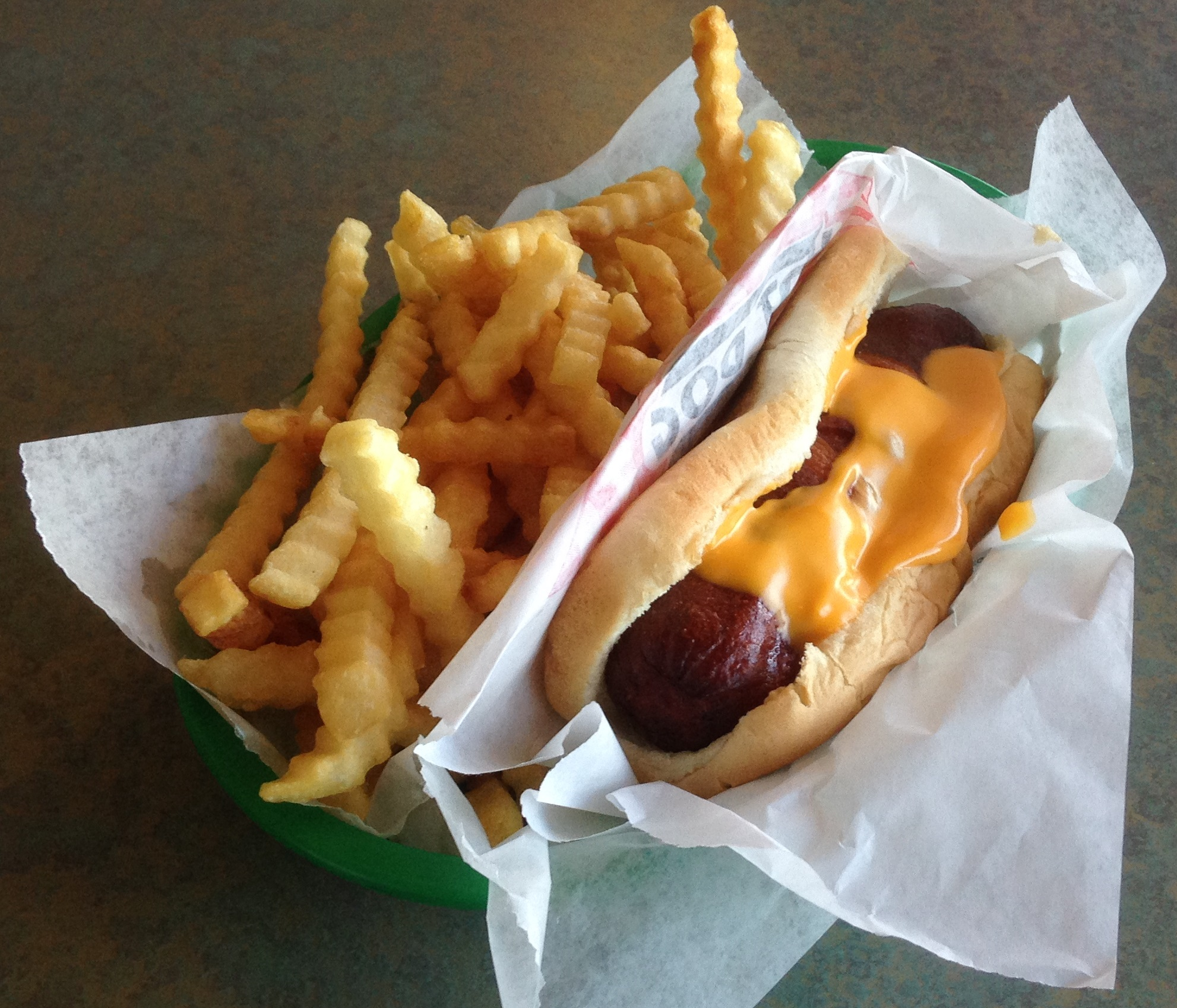
Francheezie mit Pommes frites, Chicago

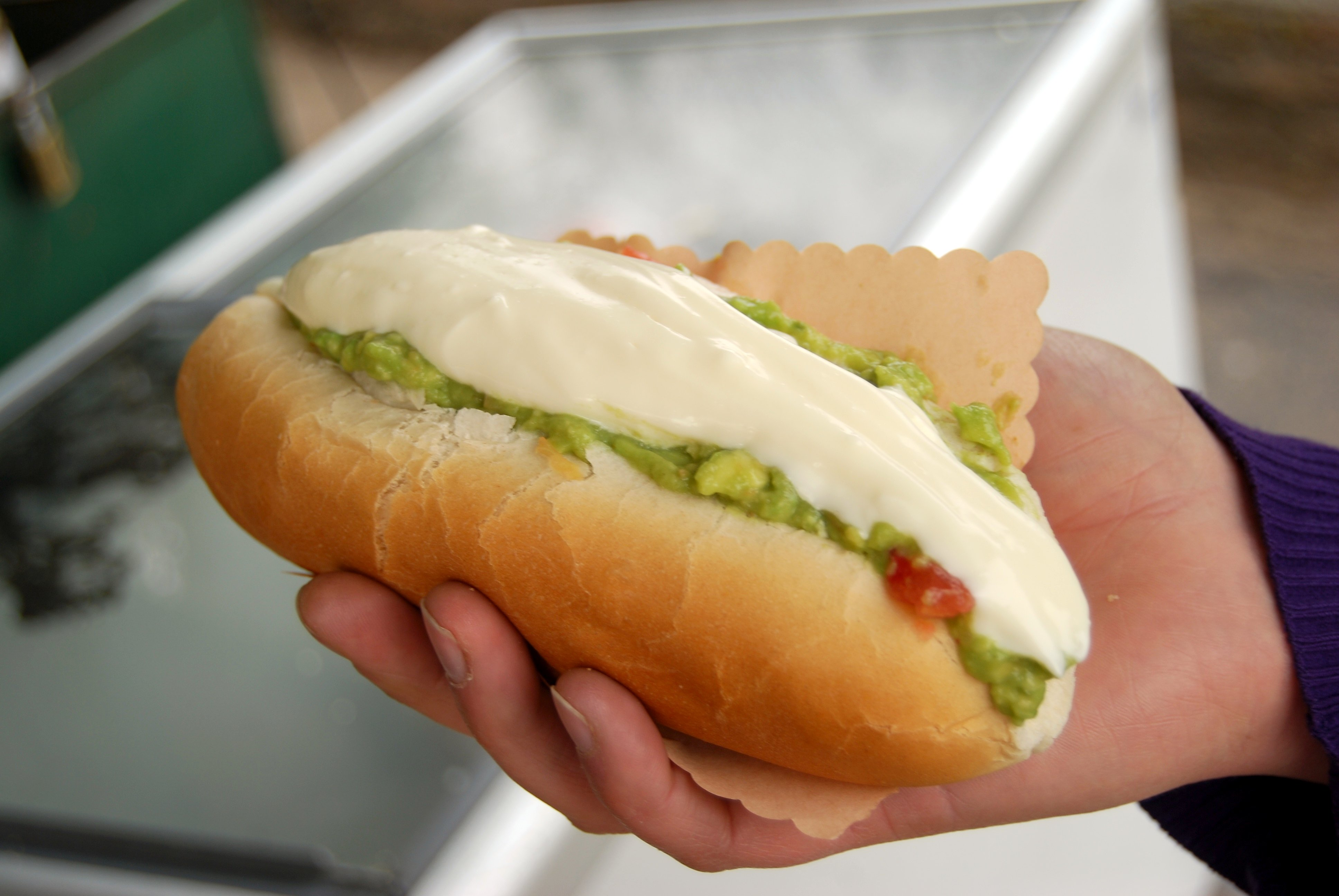
Completo italiano, ein chilenischer Hotdog

In den USA wird der Hotdog meist auf einem Roller Grill gegart. So bekommt die Wurst einen besonderen Grillgeschmack. Amerikanische Hotdogs werden mit speziellen Pickled Gherkins (eingelegte Gurkenscheiben) und Relishes (Sweet Relish, Hot Pepper Relish oder Corn Relish), häufig mit mildem Senf (Yellow Mustard) oder mit Ketchup serviert. Auch eine Garnitur aus warmem Sauerkraut ist möglich, zum Beispiel bei Nathan’s Famous in New York City.
Eine Variante des US-Hotdogs ist der sogenannte Corn Dog, ein Würstchen in einem Mantel aus Maisteig (vergleichbar einem Würstchen im Schlafrock), der auf einem Holzstiel befestigt ist. Des Weiteren gibt es in den USA viele regional sehr unterschiedliche Varianten, zum Beispiel mit Tomaten, Jalapeños, Käse oder Chili con Carne (Chili Dog).
Der typische chilenische Schnellimbiss ist der Completo, eine Hotdog-Variante, die mit Sauerkraut oder Krautsalat im Brötchen gereicht und mit Tomatenketchup und dem mild-süßen chilenischen Senf gegessen wird. Eine Variante mit Avocadomus wird als italiano bezeichnet.
In Brasilien gibt es mehrere Varianten. Im Bundesstaat Bahia beispielsweise wird der Hotdog aus Geflügelfleisch hergestellt. Serviert wird er mit Mais, geriebenem Parmesankäse und Kartoffelchips. Der Kunde fügt dann meist Mayonnaise, Ketchup oder Senf hinzu, gegebenenfalls auch Tabascosauce.
In Japan werden Hotdogs in Bentōboxen verwendet und sind oft in Scheiben geschnitten, die einem Oktopus ähneln. Es gibt auch herkömmliche Hot Dogs, entweder am Stiel (mit oder ohne Überzug) oder im Brötchen. Japanische Fusion Dogs, wie sie beispielsweise bei der in Vancouver ansässigen Kette Japadog verkauft werden, stammen eigentlich nicht aus Japan, sondern sind eine Erfindung des pazifischen Nordwestens, bei der Hot Dogs mit japanischen und asiatischen Gewürzen wie Wasabi, Kimchi und Teriyaki kombiniert werden.
Eine beliebte südkoreanische Form des Hotdogs, die an Straßenständen, auf Jahrmärkten und in einigen Schnellrestaurants verkauft wird, besteht darin, dass die Wurst auf einen Stock gesteckt und dann mit einer Art Teig überzogen wird, wobei manchmal auch Pommes frites in den Teig gegeben werden. Sie ähneln eher einem Corn Dog als einem Hot Dog. Ketchup ist eine übliche Würze, und gelegentlich auch Senf. Hotdogs im Brötchen oder in Brot eingewickelt sind ebenfalls weit verbreitet, ebenso wie Hotdogs am Stiel ohne Brötchen.
Eine in der DDR als Antwort auf den als westlich empfundenen Hotdog entwickelte vergleichbare Speise ist die Ketwurst. Deren tschechoslowakisches Pendant ist der Párek v rohlíku.

## Trivia
Der US-amerikanische Astronaut Neil Armstrong hatte bei der Mondlandung 1969  Hotdogs an Bord der Raumkapsel.
Ein Laden in Chicago namens Gorilla Tango Novelty Meats ging 2011 mit einem Hotdog, der 3,18 kg wog und 40 Dollar kostete, in das Guinness-Buch der Rekorde ein.